# Acosmium trichonema
Acosmium trichonema är en ärtväxtart som beskrevs av Carlos Toledo Rizzini. Acosmium trichonema ingår i släktet Acosmium och familjen ärtväxter. Inga underarter finns listade i Catalogue of Life.